# أمير أباد (زرينة رود)
أمير أباد هي قرية في مقاطعة مياندوآب، إيران. يقدر عدد سكانها بـ 684 نسمة بحسب إحصاء 2016.